# Villa Lysis

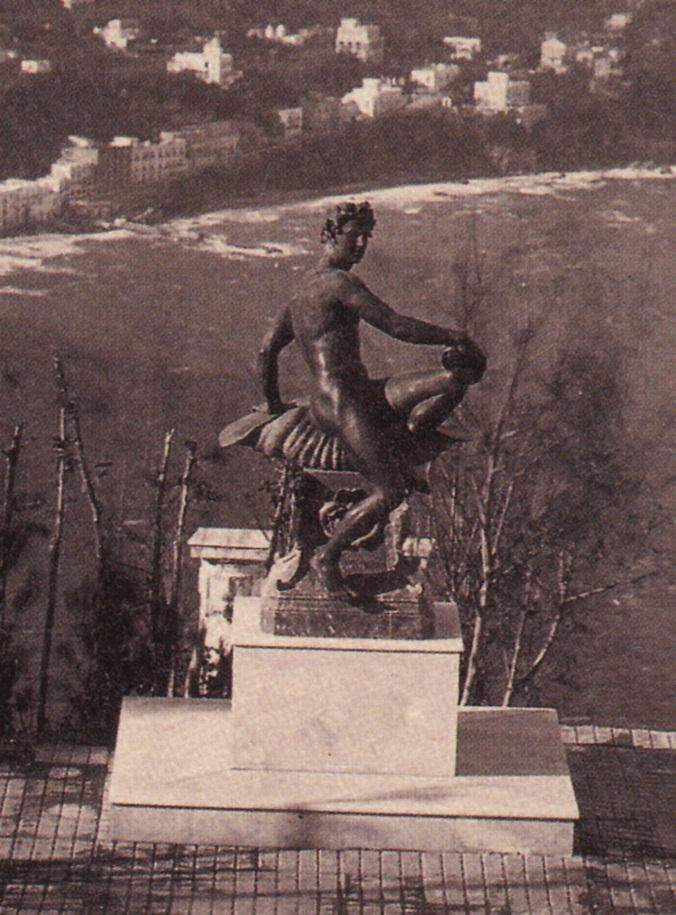
Estatua de Nino Cesarini realizada por Francesco Jarace para el jardín de Villa Lysis, por encargo del barón Jacques d'Adelswärd-Fersen. La fotografía fue realizada por Wilhelm von Plüschow.

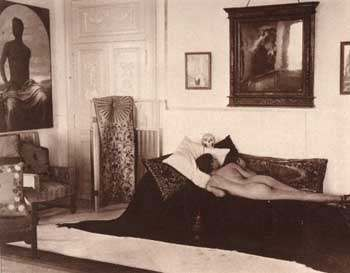
Joven desnudo posa de espaldas en una de las habitaciones de Villa Lysis. La fotografía fue tomada por Wilhelm von Plüschow y en ella se aprecia el retrato de Nino que pintó Paul Höcker en 1908.

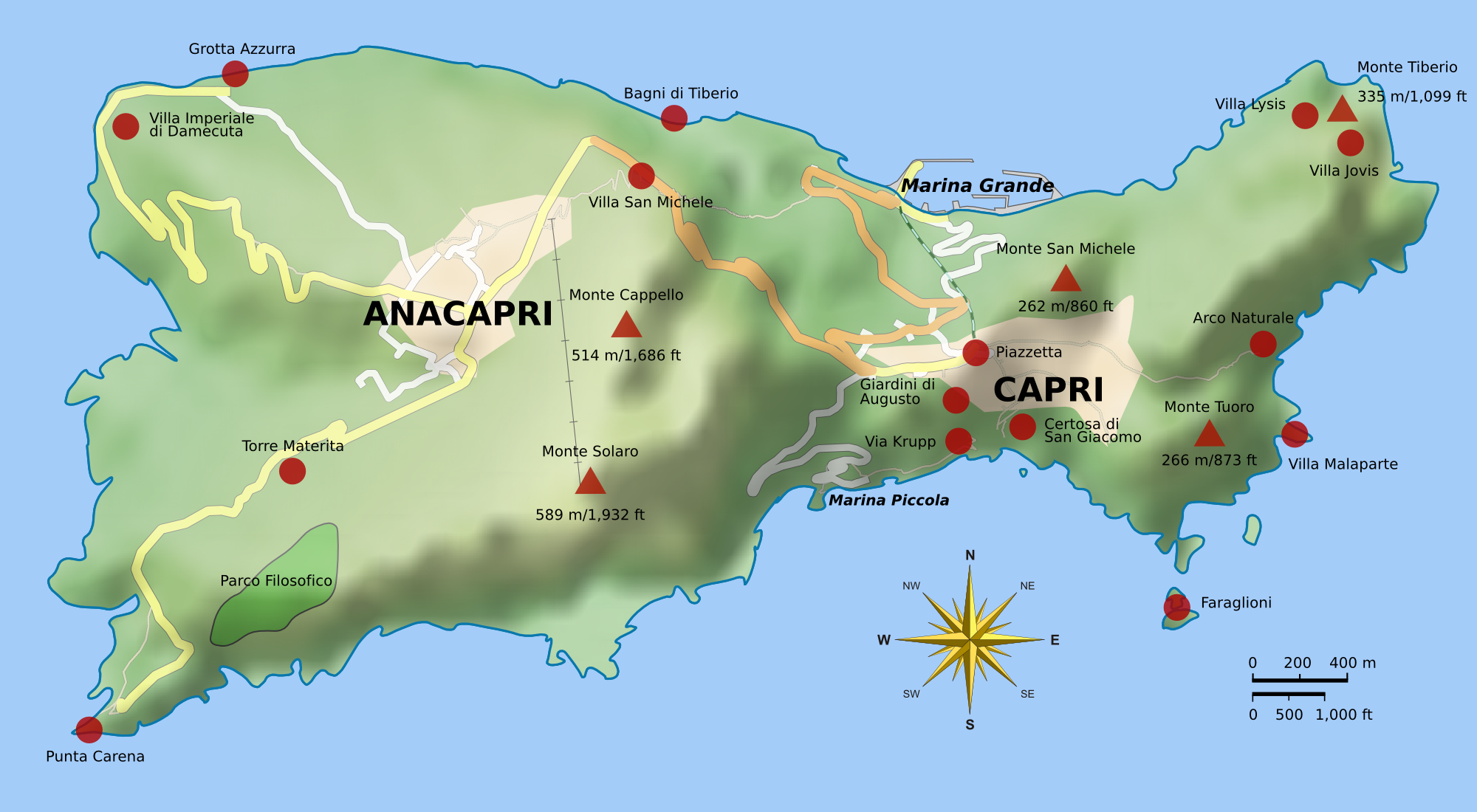
Mapa de la isla de Capri, con la indicación de la ubicación de Villa Lyisis, en el noreste de la isla.

Villa Lysis (inicialmente conocida como La Gloriette y hoy también como Villa Fersen)  es una villa situada en la isla italiana de Capri, en Via lo Capo, construida por el poeta francés Jacques d'Adelswärd-Fersen in 1905, en la que se refugió durante su exilio tras el proceso penal que se llevó a cabo en Francia contra él por ciertos escándalos sexuales relacionados con jóvenes escolares.

## Historia

### Los comienzos
En 1904, recién llegado a Italia, Fersen compró un terreno de 12.000 m² por 15.000 liras, en la cima de una colina en el nordeste de la isla, cerca del lugar donde casi dos mil años antes el emperador romano Tiberio construyó la Villa Jovis.  Ese mismo año encargó el proyecto para su construcción a su amigo Edouard Chimot. La casa fue descrita detalladamente por Roger Peyrefitte (quien la visitó, cuando ya se encontraba en un estado bastante degradado, en los años cincuenta del siglo pasado) en su novela “El exiliado de Capri” (L'Exilé de Capri), de 1959, una biografía novelada de los años de Adelswärd-Fersen en Capri junto con su amante Nino Cesarini.
Durante la construcción de la casa, Peyreffite relata que un obrero murió en un accidente, lo que llevó a Fersen  y a su amante a realizar un viaje al extremo oriente, esperando que para su regreso el enfado de las gentes de la isla, debido a la muerte del obrero, ya se hubiese calmado. Durante este y otros viajes a oriente Fersen se convertiría en adicto al opio.
La casa fue finalizada en julio de 1905. El día 9 de ese mes (fecha que coincidiría con el aniversario de su encuentro con Fersen) Nino Cesarini colocó la última piedra en forma de una lápida de mármol con la inscripción «L'AN MCMV / CETTE VILLA FÛT CONSTRUITE / PAR JACQUES / C.te ADELSWARD FERSEN / ET DÉDIÉE / À LA JEUNESSE D'AMOUR”
Adelswärd-Fersen la denominó Villa Lysis en referencia al diálogo socrático “Lisis” sobre la amistad y el amor homosexual. Roger Peyrefitte la describe, cuando en ella vivía Farsen, como el símbolo vivo de la Capri subversiva, refinada, sutilmente negativa y pagana.

### La época de esplendor
Durante su época de esplendor, todo visitante elegante que llega a Capri se siente obligado a visitar Villa Lysis, desde el escritor británico Norman Douglas (1868 – 1952), la arqueóloga italiana Ersilia Caetani Lovatelli (1840-1925), al poeta Gilbert Clavel, la marquesa Casati Stampa, la poeta Ada Negri (1870-1945), la pianista Renata Borgatti (1894-1964), el pintor Charles Caryl Coleman (1840-1928) y tantos otros. Objeto de la curiosidad general era Nino Cesarini, por su apostura. Varios pintores, como  Umberto Brunelleschi (1879-1949), pintor italiano, o el pintor alemán Paul Höcker (1854-1910) -a la sazón también exiliado en Italia por motivos similares a los de Fersen-, lo inmortalizan, con lo que sus cuadros embellecían las estancias de la villa. Fersen encargó una estatua de Nino en bronce al afamado escultor Francesco Jerace (1854-1937), la cual posteriormente sería colocada en el jardín, frente a las escalinatas de la entrada. Asimismo hizo que el fotógrafo Wilhelm von Plüschow fotografiase al muchacho desnudo en lugares reconocibles de la villa.
Ada Negri, poeta y escritora italiana que había visitado la villa, en un artículo  publicado en 1923 en el periódico “L’Ambrosiano”, al poco de la muerte del barón, la describió,  diciendo que en ella:
«[...] todo era muy bello, incluyendo a Nino, el secretario de perfil de medalla, con la mirada intensa de quien tiene ojos profundamente negros, coronados por cejas bien perfiladas; y su patrón, un caballero de raza, cortés, de gran elegancia, que hablaba el más perfecto francés y leía versos como ningún otro».
La villa terminaría adquiriendo mala fama entre los habitantes populares de la isla, tal y como se desprende del siguiente comentario –recogido en su autobiografía- de Giorgio Amendola (1907-1980), futuro líder del Partido Comunista Italiano (PCI) que estuvo en Capri en 1918, cuando tenía once años: “Había zonas prohibidas [en la isla] donde se suponía que no debíamos poner los pies. Por ejemplo, nos dijeron que nunca debíamos aproximarnos a la villa blanca cercana al [Monte] Tiberio, porque…  allí pasaban cosas malas. Más tarde entendí que se referían a Fersen y a sus extrañas amistades”

### El declive y la recuperación actual
A la muerte de Fersen en 1923 (Peyrefitte habla de un posible suicidio mediante una sobredosis de cocaína disuelta en un acopa de champán), el usufructo de la villa pasó, vía testamentaria, a Nino Cesarini. Inicialmente parecer ser que este la alquiló un par de veces  pero poco tiempo después terminó por vender sus derechos a Germaine, la hermana de Fersen por 300.000 liras. Germanie, a su vez, acabaría por entregársela a su hija, la condesa de Castelbianco.
Peyrefitte, en los años cincuenta del siglo pasado, visitó la casa durante el periodo en que documentaba la que sería su novela sobre Fersen. Según cuenta, esta se encontraba ya en estado ruinoso, algo que describe así:
“Allí mismo, a la izquierda, empieza el camino de la Villa Lysis, con un ánfora rota en la esquina de un muro. El parque está abandonado. (…) La terraza de los bancos se está desmoronando. En la verja, uno de los jarrones con máscaras de sátiros está volcado y la campañilla pontificia tiene la cadena oxidada,  pero sigue estando la placa de cobre con el nombre de Fersen. En el camino de entrada una de las estatuas de sacerdotisas abre los brazos a peregrinos invisibles. El invernadero de orquídeas ha desaparecido. El chalet está vacío de muebles y habitantes. (…) En los batientes de las ventanas se entrevén las coronas de laurel y las espadas heráldicas. Los blasones de la fachada, las canaladuras doradas de las columnas, los trépedes de bronce son otros tantos testimonios del culto a las vanidades y a las bellezas inútiles. En las ventanas, las guirnaldas de piedra ya sólo decoran la soledad y el silencio. Pero el atardecer tiñe de rosa el peristilo y devuelve a la vida las letras negras de la inscripción Amori et dolori Sacrum”.
Habiendo sido sometida a mantenimiento por última vez en 1934, el estado de la casa había empeorado desde la visita de Peyrefitte, de tal manera que se encontraba prácticamente en ruinas en los años 80 del siglo pasado. En 1985 Villa Lysis pasó a ser propiedad del Estado italiano. El edificio fue restaurado en los años noventa por la Asociación Lysis (fundada en 1986) y por el Ayuntamiento de Capri. El arquitecto toscano, Marcello Quiriconi, supervisó el proceso. El resultado de los trabajos de restauración ha sido muy polémico. Se critica el “exceso” de restauración y la falta de respeto por el original. La planta y la distribución se ha mantenido, pero se pone como ejemplo de lo indebido el que hayan destruido completamente los baños de comienzos del siglo XX para ser sustituidos por unos cuartos de baños modernamente anodinos.
Desde la restauración, Villa Lysis se abrió a la visita de los turistas. También se han celebrado en ella actos culturales, como la exhibición de fotografías de Wilhelm von Gloeden in 2009, llevada a cabo por la Fundazione Capri.

## Descripción de la Villa
Bajo el punto de vista arquitectónico, la villa es de estilo fundamentalmente Modernista con elementos neoclásicos, mezcla estilística que algunos autores denominan “Neoclásico decadente”. La muy conocida frase inscrita por Fersen en mármol negro sobre el arquitrabe del peristilo jónico  de la casa, AMORI ET DOLORI SACRVM ("Un santuario al amor y al dolor”) parece querer mostrar la visión romántica que Fersen tenía sobre sí mismo.
Roger Peyrefitte en su obra citada nos da una descripción muy detallada de la misma:
Piso principal: "Una escalinata monumental unía el jardín al peristilo, donde figuraban dos bancos con boceles de laurel. En el vestíbulo, una escalera de mármol, con barandilla de hierro forjado adornada con pámpanos, comunicaba con el piso superior; las entradas del mirador y el salón quedaban a la izquierda; una biblioteca tapizaba las paredes de enfrente".
“El mirador, revestido de cerámica azul de cenefas blancas, se abría frente al salón, con tres ventanales que daban  a una terraza con balaustrada, al golfo de Nápoles y al Vesubio. Cuatro columnas corintias, doradas y acanaladas como las del peristilo, sostenían un techo en forma de cúpula. Una chimenea ocupaba uno de los rincones".
Piso superior: “En el piso único, estaba en primer lugar la habitación de Nino, que daba a la terraza, y a continuación la amplia habitación de Jacques, terminada en exaedro, con tres ventanas que daban al golfo de Nápoles y tres al Monte Tiberio. Al otro lado del pasillo, un dormitorio de invitados, bautizado como la habitación rosada y el comedor, que se comunicaba con la cocina mediante un montacargas.”
La planta baja: “(…) las habitaciones del personal, un segundo cuarto de invitados y la estancia más querida de Jacques: el fumadero de opio, denominado discretamente la salita china. Esta quedaba al final de los soportales que, a la izquierda del peristilo, sostenían la baranda y la terraza del salón principal. Sus grandes dimensiones, el techo bajo y la rocalla que adornaba una esquina, producían una impresión extraña. Dos columnas adornadas con lianas y coronadas por un enorme arquitrabe con figuras simbólicas demarcaban una especie de patio iluminado por claraboyas de cristales amarillos. En la pared varias inscripciones chinas en letras de oro, enmarcadas por el mosaico”.
El Jardín: “Tres pérgolas con columnatas se alzaban en el jardín, una enfrente de la salita china; la otra más abajo, casi en vertical, con una estatua de Baco; la tercera, arriba, sobre una puerta secundaria; la verja, que en las esquinas estaba coronada por jarrones de piedra con máscaras de sátiro, mostraba una simple placa de latón con el nombre de Fersen. La campanilla, ilustrada con la tiara y las dos llaves, procedía de una capilla pontificia”.
“Un puente con balaustradas y bolas de piedra reunía las dos partes del jardín. Cruzaba el sendero que llevaba  a la caleta del promontorio y que empezaba en una terraza provista de bancos, usada como antecámara. (…) En el camino de entrada, una sacerdotisa de Herculano saludaba a los visitantes. Sin embargo, al pie de la escalera del peristilo, un pedestal aguardaba todavía su estatua: sería la de Nino, que Jacques quería hacer esculpir cuando el muchacho cumpliera los diecisiete años”. Dicha estatua sería finalmente encargada al afamado escultor toscano Francesco Jerace y lució en aquel lugar hasta que Cesarini vendió sus derechos sobre la villa. La estatua fue adquirida por un coleccionista suizo, junto con el cuadro que Brunelleschi pintara del muchacho, y su rastro se ha perdido. Hay una foto de Plüschow que la muestra en su ubicación, mirando al mar.